# نموذج النظم المزدوجة
نموذج النظم المزدوجة (بالإنجليزية: The dual systems model)‏، يُعرف أيضًا بنموذج المراهقة غير المتوازنة، هو نظرية تنبثق عن العلوم العصبية المعرفية التطويرية تفترض أن ازدياد المجازفة خلال مرحلة المراهقة يكون نتيجة مزيج من حساسية المكافأة الزائدة وتحكم الرغبة غير الناضجة. بكلمات أخرى، هي زيادة في تقدير الفوائد الناتجة عن نجاح مسعى ما، يرافقه تراجع في تقدير مخاطر الفشل.
يفترض نموذج النظم المزدوجة أن النضج الباكر للنظام الاجتماعي العاطفي (المتضمن لمناطق الدماغ مثل الجسم المخطط) يجذب البالغين للنشاطات المثيرة والممتعة وغير المألوفة خلال المرحلة التي يكون فيها نظام التحكم الإدراكي (المتضمن لمناطق من الدماغ مثل القشرة أمام الجبهية) غير متطور بشكل كامل فلن يستطيع بالنتيجة تنظيم هذه الرغبات الشهية، وربما الخطرة. تخلق الفجوة الزمنية بين تطور نظامي التحكم المعرفي والاجتماعي العاطفي فترة من العرضية الزائدة للمجازفة خلال مرحلة المراهقة الوسطى. في نموذج النظم المزدوجة، تشير «حساسية المكافأة» و«التحكم المعرفي» إلى البنى الحيوية العصبية التي تُقاس عند دراسة بنية ووظيفة الدماغ. ومن النماذج المماثلة لنموذج النظم المزدوجة نموذج المراهقة غير المتوازنة، ونموذج النظم المزدوجة المندفعة، والنموذج الثلاثي.

## وجهة النظر التاريخية
ينتج نموذج النظم المزدوجة عن أدلة من العلوم العصبية المعرفية التطويرية والتي تزود معرفة عن كيفية قدرة أنماط تطور الدماغ تفسير جوانب اتخاذ القرار عند البالغين. في عام 2008، اقترح مختبر لورنس شتاينبرغ في جامعة تمبل ومختبر بي جاي كيسي في جامعة كورنيل -كلًا منهم على حدة- نظريات نظم مزدوجة مشابهة عن خطر اتخاذ القرار عند المراهقين.

## النماذج

### نموذج المراهقة غير المتوازنة
يتصور نموذج النظم المزدوجة ونموذج المراهقة غير المتوازنة تطورًا بطيئًا في نظام التحكم المعرفي ينضج خلال مرحلة المراهقة المتأخرة. يقترح نموذج النظم المزدوجة تطوير النظام الاجتماعي العاطفي بشكل U مقلوبة، بحيث تزداد استجابة المكافأة في المراهقة الباكرة ثم تتراجع بعد ذلك. يصوّر نموذج المراهقة غير المتوازنة نظامًا اجتماعيًا عاطفيًا تصل ذروته تقريبًا في مرحلة المراهقة الوسطى ومن ثمّ يستقر في سن الرشد. علاوة على ذلك، يقترح نموذج النظم المزدوجة تطورًا مستقلًا لكل من نظام التحكم المعرفي والنظام الاجتماعي العاطفي، بينما يقترح نموذج المراهقة غير المتوازنة أن نضج نظام التحكم المعرفي سيؤدي إلى تثبيط الاستجابة الاجتماعية العاطفية.

### نموذج النظم المزدوجة المندفعة
اقتُرح شكل مختلف من نموذج النظم المزدوجة يُدعى «نموذج النظم المزدوجة المندفعة». يقترح هذا النموذج مسار استجابة للنظام الاجتماعي العاطفي بشكل U مقلوبة، مشابهًا بهذا نموذج النظم المزدوجة، ولكنه يفترض مسارًا متباطئًا للتحكم المعرفي في مرحلة المراحقة الوسطى. يختلف مسار التحكم المعرفي هذا عن ذلك المقترح في نموذج النظم المزدوجة ونموذج المراهقة غير المتوازنة الذي يستمر في الزيادة حتى بداية عمر العشرينات. وبشكل مشابه لنموذج النظم المزدوجة المندفعة، اقتُرح نموذج يتضمن نظامًا اجتماعيًا عاطفيًا مفرط النشاط يزعزع القدرة التنظيمية لنظام التحكم المعرفي. يفترض هذا النموذج الأخير أن تطور التحكم المعرفي يكتمل في المراهقة الوسطى ويعزو ازدياد المجازفة خلال مرحلة المراهقة إلى فرط نشاط النظام الاجتماعي العاطفي. يقترح نموذج النظم المزدوجة ونموذج المراهقة غير المتوازنة استمرار تطور التحكم المعرفي حتى مرحلة البلوغ الباكرة ويعزوان ازدياد المجازفة خلال مرحلة المراهقة إلى خلل التوازن التطويري، إذ يكون النظام الاجتماعي العاطفي في ذروته ولكن المسار التطويري لنظام التحكم المعرفي في تباطؤ.

### النموذج الثلاثي
يكون «النموذج الثلاثي» -الذي يتضمن أنظمة الدماغ الثلاث- مسؤولًا عن المعالجة العاطفية ويتضمن اللوزة الدماغية في المقام الأول. يقترح النموذج الثلاثي أن النظام العاطفي تزداد اندفاعيته خلال مرحلة المراهقة من خلال زيادة التكلفة المتوقعة من تأخير اتخاذ القرارت. يفترض هذا النموذج أن الاندفاعية والبحث عن الخطر في مرحلة المراهقة عائدة إلى الخلط بين أنظمة المكافأة مفرطة النشاط المتسببة بتعاطي المراهقين مع الحوافز الشهية، وأنظمة المعالجة العاطفية المتسببة بازدياد التكاليف المتوقعة من تأخير السلوكيات وتقليل تفادي الحوافز السلبية المحتملة، ونظام الحكم المعرفي غير المتطور الذي يكون غير قادر على تنظيم سلوكيات السعي للمكافأة.

## مجازفة البالغين
تبلغ بعض المجازفات -وليس جميعها- ذروتها خلال فترة المراهقة. تزداد معدلات الوفيات والمراضة بوضوح بين فترة الطفولة وحتى المراهقة على الرغم من حقيقة ازدياد القدرات الجسدية والعقلية خلال هذه المرحلة. يعود السبب الأول لزيادة معدلات الوفيات/المراضة بين المراهقين إلى إصابات يمكن تفاديها. وتبعًا لمركز السيطرة على الأمراض، كان سبب الوفيات عند نحو 40% من جميع وفيات المراهقين (ما بين 15-19 سنة) حوادث غير متعمدة. وما بين عامي 1999 وعام 2006، كان تقريبًا نصف وفيات البالغين (ما بين 12-19 سنة) يعود إلى إصابات غير متعمدة. وكان 2/3 من هذه الإصابات غير المتعمدة يعود إلى حوادث مرورية، ويأتي بعدها التسمم غير المتعمد، والغرق غير المتعمد، وحوادث وسائل النقل البرية الأخرى، وطلق من أسلحة نارية غير متعمدة.
اقترح نموذج النظم المزدوجة أن المراهقة الوسطى هي مرحلة من ارتفاع الميل الحيوي للمجازفة، ولكن في الواقع قد يظهر المراهقون الأكبر مستويات أعلى من المخاطرة (مثل شراهة شرب الكحول التي تكون أكثر شيوعًا خلال عمر العشرينات الباكر) ولا يكون بسبب الميل الكبير للمجازفة بل بسبب الفرص الأكثر. فعلى سبيل المثال، يكون الإشراف على الأفراد في فترة العشرينيات الباكرة أقل، ويكون لديهم موارد مالية وامتيازات قانونية أكثر مقارنة بفترة المراهقة الوسطى. ينظر نموذج النظم المزدوجة إلى النماذج التجريبية في العلوم العصبية التطويرية من أجل الأدلة على هذا الميل الحيوي الكبير للمجازفة.
توجد أيضًا علاقة متناسبة بين العمر والجريمة عند المراهقين والشباب إذ أنهم أكثر عرضة للتورط بجرائم عنيفة وغير عنيفة. تُربط هذه الموجودات بازياد في البحث عن الإحساس، والذي هو ميل للبحث عن حوافز غير مألوفة ومثيرة ومرضية، خلال فترة المراهقة، وتطور مستمر في التحكم بالدافع، أي القدرة على تنظيم سلوك الفرد. تشير نظرية النظم المزدوجة إلى أن الدماغ قد تطور بطريقة من أجل هذا الارتباط.